# 竹下優名
竹下 優名（たけした ゆうな、2010年〈平成22年〉1月14日 - ）は、日本の女性ファッションモデル、タレント、女優である。
東京都出身。スターダストプロモーション所属。

## 略歴
東京・原宿の竹下通りでスカウトされ芸能界入り。
2020年12月22日、第9回ニコ☆プチモデルオーディションでグランプリを受賞しニコ☆プチモデルとなり、2021年2月号にて雑誌デビューする。
2022年3月5日放送の『津田梅子〜お札になった留学生〜』（テレビ朝日）でドラマ初出演。6月2日には、Instagramアカウントを開設して投稿を始め、2ヶ月半後の8月16日にはフォロワー数が1万人を超える伸びを見せた。
2023年4月21日にニコ☆プチモデルを卒業。Instagramアカウント開設から1年を越える7月20日の時点ではフォロワー数は18万人を超え 、その後も増え続けている（2025年5月時点、25.3万人）。8月23日には、応募総数2971人からミスセブンティーン2024に選出され、『Seventeen』の専属モデルとなり、授賞式でのインタビューでは「中学生からSeventeenを読み始めて、こんなにすてきなモデルさんがいるんだと思っていた。まさか自分もそこに仲間入りできると思ってなかったのでうれしいです」と喜んで「雑誌でもテレビとか女優でもたくさん活躍できるように頑張りたい」と抱負を語った。
2024年5月31日、映画『からかい上手の高木さん』で映画初出演。
2025年5月4日、全国28局のTBSテレビ系列放送局で放送されたドラマ 日曜劇場「キャスター」第4話にゲスト出演し、報道局長・海馬浩司（岡部たかし）の娘「灯里」を演じると、SNSで「灯里ちゃんが可愛すぎる」「めちゃくちゃ美少女」「スタイルがずば抜けてる」「気になる」と役柄を超えて竹下本人に注目が集まった。

## 人物
趣味は漫画、アニメ、カラオケ、ショッピング、特技はイラストを描くことと水泳。

## 出演

### テレビドラマ
- 津田梅子〜お札になった留学生〜（2022年3月5日、テレビ朝日）[5]
- クロサギ（2022年10月-12月、TBSテレビ）- 黒崎明日香（幼少期）役[5]
- 街並み照らすヤツら 第2話・第6話 - 第7話・第9話（2024年5月4日・6月1日 - 8日・22日、日本テレビ） - 由梨奈 役[5]
- キャスター 第4話（2025年5月4日、TBSテレビ） - 海馬灯里 役[17][18][19][20]
- しあわせな結婚（2025年7月17日 - 、テレビ朝日） - 中野美海 役[5][21][22]

### 配信ドラマ
- 恋するキャスター 第4話（2025年5月4日、U-NEXT）- 海馬灯里 役[23]

### テレビ番組
- 超無敵クラス（2023年9月17日・9月24日・12月3日・2024年8月25日、日本テレビ）[24][25][26][27]
- 大河ドラマでわかる日本史『タイガーさん』（2025年8月14日、NHK総合）[28][5]

### 映画
- からかい上手の高木さん（2024年5月31日、東宝） - 北田真美 役[5][13][14][15][16]
- 誰よりもつよく抱きしめて（2025年2月7日、アークエンタテインメント） - 桐本月菜（高校生時代）役[29][30][31][32][33]

### イベント
マイナビTOKYO GIRLS COLLECTION by girlswalker
- 2023 AUTUMN/WINTER（2023年9月2日）、さいたまスーパーアリーナ
- 2024 SPRING/SUMMER（2024年3月2日）、さいたまスーパーアリーナ

Rakuten GirlsAward
- 2023 AUTUMN/WINTER（2023年9月30日、幕張メッセ）
- 2024 SPRING/SUMMER（2024年5月3日、代々木第一体育館）
- 2024 AUTUMN/WINTER（2024年10月19日、幕張メッセ）
- 2025 SPRING/SUMMER（2025年5月3日、代々木第一体育館）
- 2025 AUTUMN/WINTER（2025年10月18日、幕張メッセ）

### CM
- やる気スイッチグループ[5]
- ソフトバンク Chromebook「親子で使うなら、この一台。」篇[5]
- HARUTA IMAGE GIRL 2024「ONOMATO DAYS」[46]
- EASTBOY 2025春夏イメージモデル[47]

### 書籍

#### 雑誌
- ニコ☆プチ（2021年2月号 - 2023年6月号、新潮社） - 専属モデル[4][9][48]
- Seventeen（2023年8月 - 、集英社） - 専属モデル[11][12]
- 週刊ヤングマガジン 2025年 No.35（2025年7月27日、集英社）[49][50]

#### WEBグラビア
- ヤンマガアザーっす！ <YM2025年35号>【無料分】（2025年7月28日、講談社）[51]

### WEBメディア
- Daily logirl #171（2024年10月21日~10月25日、Instagram）[52][53]
- 路地裏てぃーん。113人目（2025年6月10日、HOUYHNHNM）[54]
- MANTANWEB インタビュー（2025年6月22日、MANTANWEB）[3]